# Dariush Foruhar
Dariush Foruhar (persiska: داریوش فروهر), född 28 december 1928 i Esfahan, Persien, död 21 november 1998, var en iransk nationalistisk politiker och partiledare för Mellat-e Iran (Nationen Iran) och anhängare av republikanism och sekularism. Han var vid iranska revolutionen ledare för Nationella Fronten, stödde Ayatollah Khomeini och tjänstgjorde 1979 som arbetsmarknadsminister i Mehdi Bazargans revolutionära interimregering.

## Karriär
Dariush Foruhar föddes 1928 i staden Esfahan. Hans far Sadeq Foruhar var general i Irans kejserliga armé och arresterades under andra världskriget av britterna för att ha organiserat väpnat motstånd mot de allierades invasion och ockupation av Iran 1941. Dariush Foruhar fick sin grundskoleutbildning i Esfahan och studerade sedan vidare på Iranshahr gymnasium i Teheran. 1948 påbörjade han studier i juridik vid Teherans universitet.

### Partiaktiviteter

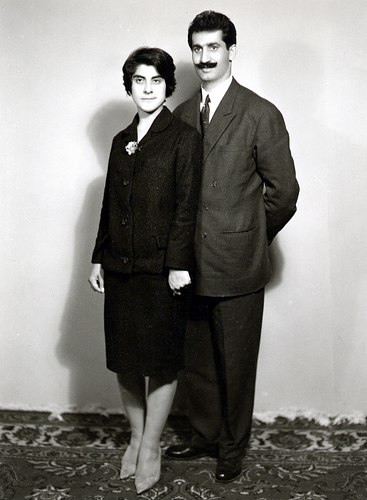
Dariush Foruhar och hans fru Parvaneh Eskandari, 1960-talet.

Dariush Foruhar blev politiskt aktiv vid femton års ålder efter att han lyssnat på ett tal som parlamentsledamoten Mohammad Mosaddegh höll i landets parlament. 1951 grundade han tillsammans med studiekamraten Mohsen Pezeshkpour det nationalistiska Paniranistiska partiet. Partiet bildades i skuggan av Irankrisen 1946 då Sovjetunionen ockuperade och hotade att permanent annektera de nordvästra provinserna Azarbaijan och Kordestan, vilket stärkte patriotiska strömningar i hela landet. 
Dariush Foruhar bröt redan i november 1951 med Mohsen Pezeshpour och bildade ett eget parti vid namn Mellat-e Iran (Nationen Iran). Pezeshkpour stödde shah Mohammad Reza Pahlavis rättmätiga ställning som landets konstitutionella monark och tjänstgjorde i flera år som parlamentsledamot under Pahlavidynastin. Foruhar betecknade sig tvärtom som opponent mot monarkin och mot Mohammad Reza Pahlavis inblandning i politiken. 
Foruhars parti Mellat-e Iran (Nationen Iran) ingick mellan 1951 och 1979 i Mohammad Mosaddeghs valallians Nationella Fronten som sedermera blev ett politiskt parti. 
Mellat-e Iran var ett nationalistiskt och paniranistiskt parti som förespråkade republikanism, antiklerikalism och sekularism samt motsatte sig kommunism, islamism och sionism.
Dariush Foruhar gifte sig 1961 med en av Mellat-e Irans aktiva medlemmar, poeten och studentledaren Parvaneh Eskandari, och paret fick en dotter (Parastou) och en son (Arash) tillsammans.

### Revolutionen i Iran
Dariush Foruhar var åren 1977-1979 partiledare för Nationella Fronten tillsammans med juridikprofessorn Karim Sanjabi. De stödde båda den iranska revolutionen och gav 1977 sitt stöd till Ruhollah Khomeini.
1978 uteslöts liberaldemokraten Shapur Bakhtiar ur partiet med anledning av att Bakhtiar tog parti för en liberal sekulär monarki och ville behålla Mohammad Reza Pahlavi som konstitutionell monark. Att han motsatte sig den liberaldemokratiska falangen ledd av Shapur Bakhtiar var en viktig faktor till att revolutionen segrade och att islamisterna kom till makten. 
I januari 1979 besökte Foruhar Ayatollah Khomeini i Paris. Kort därefter fick den muslimske politikern Mehdi Bazargan i uppdrag av  Khomeini att bilda en revolutionär övergångsregering. Forouhar tjänstgjorde som arbetsmarknadsminister i regeringen från den 13 februari till den 29 september 1979. I denna egenskap skickades han i en delegation till provinsen Kordestan för att förhandla med lokala politiker och mullor, men förhandlingarna bröt samman. 
Foruhar blev alltmer kritisk till revolutionens inriktning och lämnade Nationella Fronten i slutet av samma år på grund av missnöje med Sanjabis ledarskap och dennes okritiska inställning till Khomeini. Samtidigt bröt hans parti Mellat-e Iran sin allians med Nationella Fronten.
Från och med våren 1980 gick han i opposition mot den islamiska republiken och fängslades under fem månader från och med hösten samma år.
1981 förbjöds Dariush Foruhar liksom Nationella Frontens medlemmar att verka politiskt i Iran med anledning av deras kritik av Khomeinis islamisering av det iranska samhället. I början av 1990-talet försökte han utan framgång skapa en gemensam front för olika nationalistiska partier i landet, däribland Mellat-e Iran.

### Mordet på Dariush Foruhar
Dariush Foruhar och hans fru Parvaneh Eskandari stod under konstant övervakning från landets ministerium för underrättelsetjänst. Paret mördades i sitt hem i Teheran i november 1998. Mordet ingår i de ökända "kedjemorden" på författare, Intellektuella och politiska aktivister i den Islamiska republiken.